# Ceratodesmus ansatus
Ceratodesmus ansatus är en mångfotingart som beskrevs av Cook 1896. Ceratodesmus ansatus ingår i släktet Ceratodesmus och familjen Oxydesmidae. Inga underarter finns listade i Catalogue of Life.